# Мадона дел Буон Камино (Бари)
Мадона дел Буон Камино (итал. Madonna del Buon Cammino) је насеље у Италији у округу Бари, региону Апулија.
Према процени из 2011. у насељу је живело 52 становника. Насеље се налази на надморској висини од 416 м.